# دریاچه واتری
دریاچه واتری (انگلیسی: Lake Wateree) دریاچه‌ای در کارولینای جنوبی است.